# Lazar Veselinović
Lazar Veselinović (Újvidék, 1986. augusztus 4. –) szerb labdarúgó.
Pályafutását a Vojvodina ifjúsági csapatában kezdte. 2009-ben kapott meghívást az FK Spartak Zlatibor Voda csapatába. Sérülései miatt nem tudott tartósan a csapatnál maradni. 2012-ben a Hajduk Kulához  került, a 2012/13-as bajnokságban a harmadik legtöbb gólt szerezte. Itt megkapta a csapatkapitányi karszalagot is. 2013 nyarán az FK Dinama Minszkhez került kölcsönbe, majd még abban az évben visszatért a Hajdukhoz. 2014 januárjában a Vojvodinához igazolt.
2017-től a Mezőkövesd csapatában játszik.